# Sofia Rebecka Rörström
Sofia Rebecka Rörström, född 1772, var en svensk skådespelare. 

## Biografi
Sofia Rebecka Rörström nämns först som engagerad i Comediehuset i Göteborg, där hon debuterade som Babet i Colin och Babet den 13 mars 1789. Comediehuset upplöstes som en fast teater 1792, och dess stående personal avskedades. Hon var därefter engagerad i Johan Peter Lewenhagens teatersällskap, som sedan ofta uppträdde i Göteborg. Hon beskrivs som en "bildad och allmänt omtyckt skådespelerska" och var en populär aktör på den svenska landsbygden. Hon besökte ofta Göteborg, och nämns där som en framstående aktör senast under Peter Johan Lewenhagens besök i staden 1807.
Sofia Rebecka Rörström gifte sig 1795 med teaterdirektören Jonas Fredrik Rydström, och 1798 med tullförvaltare Johan Anders Bergqvist.